# 多隆河畔穆瓦雪
多隆河畔穆瓦雪（法語：Moissieu-sur-Dolon，法語發音：[mwasjø syʁ dɔlɔ̃]）是法国伊泽尔省的一个市镇，属于维埃纳区。

## 地理
多隆河畔穆瓦雪（45°23'10"N, 4°59'16"E）面积14.38 平方千米，位于法国奥弗涅-罗讷-阿尔卑斯大区伊泽尔省，该省份为法国东南部内陆省份，北起顺时针与安省、萨瓦省、上阿尔卑斯省、德龙省、阿尔代什省、卢瓦尔省和罗讷省。
与多隆河畔穆瓦雪接壤的市镇（或旧市镇、城区）包括：贝勒加德-普雪、蒙瑟沃鲁、帕克特、普里马雷特、勒韦勒图尔当。

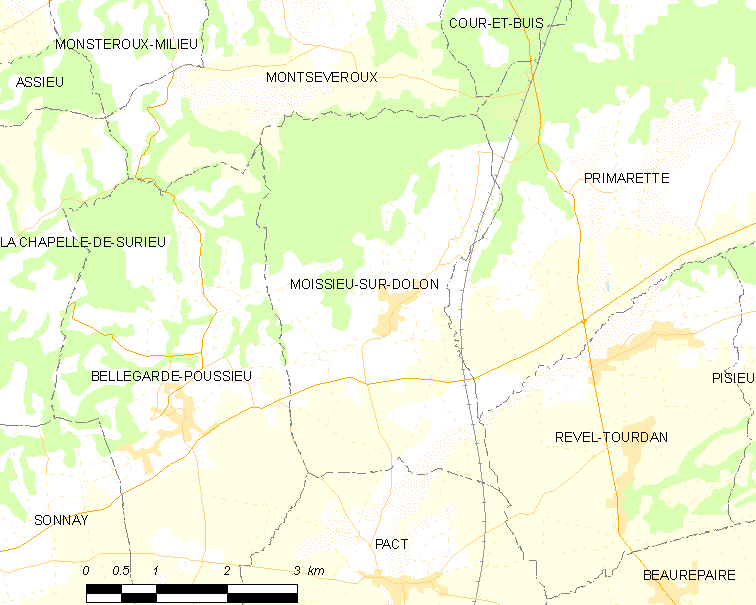
多隆河畔穆瓦雪的OSM定位图

多隆河畔穆瓦雪的时区为UTC+01:00、UTC+02:00（夏令时）。

## 行政
多隆河畔穆瓦雪的邮政编码为38270，INSEE市镇编码为38240。

## 政治
多隆河畔穆瓦雪所属的省级选区为鲁西永县。

## 人口

1962-2008年间多隆河畔穆瓦雪人口变化图示

多隆河畔穆瓦雪于2022年1月1日时的人口数量为721人。